# 吉尔伯特·阿里纳斯
小吉尔伯特·杰·阿里纳斯（英語：Gilbert Jay Arenas, Jr.，1982年1月6日—）， 美國職業籃球運動員，外号「零號情報員」「零號探員」「大將軍」等。曾是美國國家男子籃球隊成員，司職控球後衛。曾经是联盟巨星，后因反复伤病，竞技状态严重下滑。在转战CBA为上海大鲨鱼队效力一个赛季后，于2013年11月宣布从NBA退役。阿里纳斯曾因为在更衣室“持枪事件”被禁赛。NBA中有以他的名字命名的阿里纳斯条款。

## 早年
阿里纳斯出生於加利福尼亞州洛杉磯，大學期间代表亚利桑那大学出战NCAA全美大学篮赛两个赛季，大学二年级之后参加NBA选秀。

## NBA生涯

### 金州勇士（2001–2003）
2001年參加選秀，被金州勇士在第二輪第31位選中。人們並不看好其才能，於是他在進入大學時選擇0號為其球衣號碼，因為那是一些球評家認為他最可能的上場時間。進入NBA後，阿里纳斯很快展示出其超群的才能。2003年，他獲得進步最快球員獎。同年作為自由球員与華盛頓奇才簽約。

### 华盛顿巫師（2003–2010）
2003-04賽季，亞瑞納斯受到傷病影響，只打了52場比賽。交出19.6分4.6籃板5.0助攻的成績。
2004-05賽季，亞瑞納斯完全傷癒，與拉里·休斯一同組成了強大的後場，被選入了當年的全明星賽，並率領奇才六年以來首次打入季後賽。本季他繳出25.5分4.7籃板5.1助攻的成績，並名列全聯盟得分榜第7名。
2005-06賽季，休斯離開巫師。阿里纳斯與安托万·贾米森與新加入的卡隆·巴特勒共同搭檔。本季得分更一步提升至29.2分，同時繳出3.5籃板6.1助攻，抄截達到生涯最高的2.0次，此年得分與抄截兩樣數據皆位於全聯盟第四名。
2006-2007赛季，亞瑞納斯在2006年12月17日面對湖人隊的比賽，在對位柯比·布萊恩的過程中，得到了生涯最高的60分，並繳出8籃板8助攻2抄截的全方位成績單。然而在2007年4月4日於主場迎戰山猫的比赛中，杰拉德·华莱士在一次倒地时撞伤了阿里纳斯的膝盖，导致其当赛季报销。這個傷勢嚴重地影響了阿里纳斯的NBA生涯，失去了他驚人且優異的切入突破速度。
2007-2008赛季，他在2007年暑期期間進行十萬球三分訓練計劃，可是因怕手臂受伤，所以只投了五萬球便結束。仓促复出的阿里纳斯在开赛季仅仅打了8场常规赛就因膝伤复发而再次休战。同一个赛季末，急于复出的他在断断续续打了9球后旧伤再次复发。然而2008年7月，奇才向阿里納斯提供了一份六年超過一億美元的合約。
2008-2009赛季，亞瑞納斯则相当谨慎地仅仅选择在赛季末复出打了2场球。2009年夏天，他参加了蒂姆·格洛弗的训练营，与杰梅因·奥尼尔、特雷西·麦格雷迪一起进行恢复训练。
2009-2010賽季，亞瑞納斯只出賽了32場比賽，但仍繳出22.6分4.2籃板7.2助攻的合格成績。然而2009年12月24日他卻捲入了「持槍事件」（Gun episode）之中，2010年1月7日遭到聯盟禁賽，該季剩餘賽季皆未出賽。
2010-2011賽季，巫師於选秀中摘得當年状元约翰·沃尔，阿里纳斯与其位置重叠，尽管开季后几场比赛阿里纳斯表现有回升的迹象，但球队高层考虑到沃尔的潜力和阿里纳斯此前持槍事件為球隊帶來的負面形象，于是在2010年12月19日将阿里纳斯交易到奥兰多魔术队，换来该队同样有着高额合同的大前锋拉沙德·路易斯。

### 奥兰多魔术（2010–2011）
2010-2011賽季，亞瑞納斯為魔術出賽了49場比賽，並在季後賽第三場替補上場22分鐘內繳出20分。
2011-2012賽季，魔術因傷勢以及高額合約，在2011年12月10日正式决定裁掉亞瑞納斯，并且使其成为球队的特赦球员。在NBA新的劳资协议下，联盟球队可以在当地时间2011年12月9日至16日使用“特赦条款”，裁掉一名球员，同时该球员的工资不再算入球队薪金总额。亞瑞納斯成為第一個被使用「NBA聯盟特赦條款」裁掉的球員。

### 孟菲斯灰熊（2012）
2011-2012賽季，在2012年3月21日，灰熊用30万美金的老将底薪与阿里纳斯签约，被魔术裁掉102天后重回NBA赛场。阿里纳斯在灰熊队出场17次得到场均4.2分。

## 近期活動

### 加盟中国联赛
2012年11月5日，阿里纳斯抵达中国上海的上海大鲨鱼篮球俱乐部进行试训。11月19日，中国篮球职业联赛球队上海大鲨鱼官方正式宣布签下阿里纳斯，身披0号战袍。

## 技術特點
阿瑞納斯可以打控球後衛和得分後衛兩個位置。善用其超群的突破能力，切入吸引包夾後分球製造給隊友得分機會。阿瑞納斯被認為是NBA中最好的幾個組織後衛之一。阿瑞納斯另外為人詬病的一點是其投籃命中率，他雖然經常得到30分以上，但也總會浪費許多得分機會，其NBA生涯投籃命中率42.1%略低於聯盟後衛平均；不過其三分命中率卻高於平均，有35.1%，還有他在關鍵時刻時經常投中關鍵球，他的超遠三分也是Top 10常客。

## 榮譽和紀錄

### 荣誉
- 3次入選全明星陣容（NBA All-Star）：2005，2006，2007
- NBA最佳阵容
  - 第二阵容：2007
  - 第三陣容: 2005，2006
- NBA年度最有進步球員: 2003
- 2003新秀挑戰賽最有价值球员（MVP）: 2003
- NBA新秀第一陣容: 2002
- 2005-2006赛季上场时间全联盟第一：3384分钟
- 月度最佳球员：2006年11月，场均34.1分
- 每周最佳球员：3次（2006-2007赛季）
- 最佳名人博客奖：2007年[7]

### 纪录
- 2006年12月17日对阵洛杉矶湖人时，得到职业生涯单场最高得分60分[8]
- 职业生涯常规赛得分50分以上：3次
- 职业生涯常规赛得分40分以上：26次
- 职业生涯季后赛得分40分以上：1次
- 持有的华盛顿奇才球队紀錄
  - 3分球分命中数最多：969个（截止到2010年10月28日）

## 生涯數據

### NBA例行賽數據統計
| 賽季    | 球隊       | 出賽 | 先發 | 平均上場時間(分鐘) | 投籃命中率(%) | 三分球命中率(%) | 罰球命中率(%) | 平均得分 | 平均籃板 | 平均助攻 | 平均抄截 | 平均阻攻 |
| ------- | ---------- | ---- | ---- | ------------------ | ------------- | --------------- | ------------- | -------- | -------- | -------- | -------- | -------- |
| 2001–02 | 金州勇士   | 47   | 30   | 24.6               | 45.3          | 34.5            | 77.5          | 10.9     | 2.8      | 3.7      | 1.5      | 0.2      |
| 2002–03 | 金州勇士   | 82   | 82   | 35.0               | 43.1          | 34.8            | 79.1          | 18.3     | 4.7      | 6.3      | 1.5      | 0.2      |
| 2003–04 | 華盛頓巫師 | 55   | 52   | 37.6               | 39.2          | 37.5            | 74.8          | 19.6     | 4.6      | 5        | 1.9      | 0.2      |
| 2004–05 | 華盛頓巫師 | 80   | 80   | 40.9               | 43.1          | 36.5            | 81.4          | 25.5     | 4.7      | 5.1      | 1.7      | 0.3      |
| 2005–06 | 華盛頓巫師 | 80   | 80   | 42.3               | 44.7          | 36.9            | 82.0          | 29.3     | 3.5      | 6.1      | 2.0      | 0.3      |
| 2006–07 | 華盛頓巫師 | 74   | 73   | 39.8               | 41.8          | 35.1            | 84.4          | 28.4     | 4.6      | 6        | 1.9      | 0.2      |
| 2007–08 | 華盛頓巫師 | 13   | 8    | 32.7               | 39.8          | 28.2            | 77.1          | 19.4     | 3.9      | 5.1      | 1.8      | 0.1      |
| 2008–09 | 華盛頓巫師 | 2    | 2    | 31.5               | 26.1          | 28.6            | 75.0          | 13.0     | 4.5      | 10.0     | 0.0      | 0.5      |
| 2009–10 | 華盛頓巫師 | 32   | 32   | 36.5               | 41.1          | 34.8            | 73.9          | 22.6     | 4.2      | 7.2      | 1.3      | 0.3      |
| 2010–11 | 華盛頓巫師 | 21   | 14   | 34.6               | 39.4          | 32.4            | 83.6          | 17.3     | 3.3      | 5.6      | 1.4      | 0.6      |
| 2010–11 | 奧蘭多魔術 | 49   | 2    | 21.6               | 34.4          | 27.5            | 74.4          | 8        | 2.4      | 3.2      | 0.9      | 0.2      |
| 2011–12 | 曼菲斯灰熊 | 17   | 0    | 12.4               | 40.6          | 33.3            | 70.0          | 4.2      | 1.1      | 1.1      | 0.6      | 0.1      |
| 生涯    |            | 552  | 455  | 35.0               | 42.1          | 35.1            | 80.3          | 20.7     | 3.9      | 5.3      | 1.6      | 0.2      |
| 全明星  |            | 3    | 1    | 15.0               | 26.1          | 25.0            | 50.0          | 5.3      | 1.0      | 2.3      | 1.0      | 0.0      |

### NBA季後賽數據統計
| 賽季    | 球隊       | 出賽 | 先發 | 平均上場時間(分鐘) | 投籃命中率(%) | 三分球命中率(%) | 罰球命中率(%) | 平均得分 | 平均籃板 | 平均助攻 | 平均抄截 | 平均阻攻 |
| ------- | ---------- | ---- | ---- | ------------------ | ------------- | --------------- | ------------- | -------- | -------- | -------- | -------- | -------- |
| 2004–05 | 華盛頓巫師 | 10   | 10   | 45.0               | 37.6          | 23.4            | 76.6          | 23.6     | 5.2      | 6.2      | 2.1      | 0.6      |
| 2005–06 | 華盛頓巫師 | 6    | 6    | 47.3               | 46.4          | 43.5            | 77.1          | 34.0     | 5.5      | 5.3      | 2.2      | 0.7      |
| 2007–08 | 華盛頓巫師 | 4    | 2    | 23.5               | 38.9          | 41.7            | 83.3          | 10.8     | 1.8      | 2.8      | 0.5      | 0.0      |
| 2010–11 | 奧蘭多魔術 | 5    | 0    | 16.2               | 42.9          | 25.0            | 66.7          | 8.6      | 2.8      | 2.4      | 0.2      | 0.2      |
| 2011–12 | 曼菲斯灰熊 | 7    | 0    | 12.5               | 25.0          | 0.0             | 0.0           | 3.0      | 1.2      | 0.2      | 0.0      | 0.0      |
| 生涯    |            | 32   | 18   | 30.1               | 41.0          | 30.5            | 76.9          | 17.1     | 3.5      | 3.8      | 1.2      | 0.4      |

### CBA數據統計
| 賽季    | 球隊       | 出賽 | 先發 | 平均上場時間(分鐘) | 投籃命中率(%) | 三分球命中率(%) | 罰球命中率(%) | 平均得分 | 平均籃板 | 平均助攻 | 平均抄截 | 平均阻攻 |
| ------- | ---------- | ---- | ---- | ------------------ | ------------- | --------------- | ------------- | -------- | -------- | -------- | -------- | -------- |
| 2012–13 | 上海大鯊魚 | 14   | 13   | 31.1               | 51.2          | 41.1            | 82.0          | 24.9     | 7.9      | 6.8      | 0.8      | 0.1      |
| 生涯    |            | 14   | 13   | 31.1               | 51.2          | 41.1            | 82.0          | 24.9     | 7.9      | 6.8      | 0.8      | 0.1      |

## 爭議

### 持槍事件
阿里纳斯在2009年12月20日，介入欲調停队友加瓦勒·麥吉（JaVale McGee）与加瓦利斯·克里坦頓（Javaris Crittenton）因紙牌遊戲（card game）的賭金而引起爭吵，卻反而與克里坦頓起了爭執，彼此威脅要持槍射擊對方。2009年12月24日，他将四把没有上膛的手枪带入了奇才主场Verizon Ceter的球队更衣室，將四把槍放在克里坦顿的置物櫃前，留下了一張紙條上面寫著「挑選一把（PICK 1）」。隨後便遭到了匿名人士的檢舉，持槍事件至此轟動全美。
此举违反了联盟相关规定，并且他由于触犯哥伦比亚特区当地法律，面临“非法持枪罪”的指控。2010年1月7日，NBA联盟总裁大卫·斯特恩宣布对阿里纳斯实行无限期禁赛。

亞瑞納斯遭到起訴的這段期間中，在颶風卡特里娜風災中受過阿里纳斯幫助的災民，以及過往受過他善行幫助的民眾，皆寫信向承辦此案的法官羅伯特·莫林（Robert Morin）求情。最後在2010年3月，阿里纳斯被判在中途之家（halfway house）進行30天的過渡教育，以及兩年的緩刑。法官莫林並斥責他做了一個「愚蠢而不成熟的舉動（stupid and immature act）」。

## 軼事與其它
- 当年他与金州勇士的新秀合同到期后，由于金州勇士按规定只能出价联盟平均工资，于是华盛顿奇才以高价将阿里纳斯签下。联盟为了保护母队利益，在这之后规定其他球队只能开出低于中产阶级合同的报价。这个条款被称为“阿里纳斯条款”。[12]
- 阿里纳斯曾经在NBA官方网站上开设了个人博客站点，因为他口无遮拦地评论和大量球队内幕爆料，使之受到球迷热烈欢迎。但他后来认为媒体大做这些博客的文章，于是他突然终止了博客的写作。
- 2005年9月，阿里纳斯親自駕車前往休斯敦為颶風卡特里娜風災後的重建行動做志願者。
- 由于2006-2007赛季的出色表现，阿里纳斯是被选为游戏 NBA LIVE 08 的封面人物。
- 阿里纳斯曾经在一次队内训练后和后卫史蒂文森（DeShawn Stevenson）比赛投射三分球，他用单手命中多个三分球，最终击败对方。这次三分球比赛的影片被传到YouTube上引起了巨大轰动[13]。
- 阿里纳斯经常晚上进行刻苦训练，被戏称为“训练馆老鼠”。
- 2010年被禁赛后，阿里纳斯向联盟提出申请将下赛季球衣号码由原来的0号更换为6号，后又改为9号，迫使易建联修改号码为31号[14]。在交易到魔术后改穿1号，此后加盟灰熊则选择了10号。

## 外部連結
- Basketball-Reference.com: Gibert Arenas （页面存档备份，存于）
- DatabaseBasketball.com: Gilbert Arenas
- Gilbert Arenas' NBA.com Profile（页面存档备份，存于）
- Gilbert Arenas' NBA.com Blog
- 官方网站
- 吉尔伯特·阿里纳斯的Facebook專頁
- 吉尔伯特·阿里纳斯的新浪微博
- Washingtonian Magazine - Gilbert Arenas: The Assassin （页面存档备份，存于）

| 前任： 傑曼·歐尼爾 | NBA進步最快球員 2002-03賽季 | 繼任： 扎克·蘭多夫 |